# قلب‌ها در آتلانتیس (فیلم)
قلب‌ها در آتلانتیس (به انگلیسی: Hearts in Atlantis) فیلمی محصول سال ۲۰۰۱ و به کارگردانی اسکات هیکس است. در این فیلم بازیگرانی همچون آنتونی هاپکینز، آنتون یلچین، هوپ دیویس، میکا بورم، دیوید مورس، آلن تودیک، تام باور، سلیا وستون و آدام لوفیور ایفای نقش کرده‌اند.